# Szivessy Tibor
Szivessy Tibor (Szeged, 1884. szeptember 29. – Budapest, 1963. november 22.) magyar népies stílusú építész.

## Életpályája
Építészmérnök, születési helyét Szegeden, a Fekete Sas utca 20. sz. alatt ma emléktábla jelzi. Szülei Szivessy László (1852–1906) ügyvéd és Prosznitz Júlia voltak. Építészeti tanulmányait a budapesti Műegyetemen kezdte, a berlin-charlottenburgi főiskolán folytatta és Münchenben fejezte be, ahol 1907-ben kapott oklevelet. Ezt követően Berlinben és Budapesten különböző tervezőirodákban működött. Legjelentősebb munkáit 1909 és 1915, majd 1926 és 1932 között Jánszky Bélával együtt tervezte. A saját építészeti irodája 1949 elejéig állott fenn, 1959-ig, nyugalomba vonulásáig az Általános Épülettervező Vállalat irányító tervezője volt.
Már korán csatlakozott az építészek ama csoportjához, mely a történelmi stílusokból válogató eklektikával szemben Lechner Ödön szellemében keresett formailag újat. Az első világháború előtt a nemzeti romantika, a bécsi késő szecesszió és a klasszicizáló premodern, a 20-as években a neoreneszánsz, a nemzeti romantika és az art déco, míg a 30-as években az elegáns modern jellemzi az építészeti stílusát.
Szivessy Tibor jó barátja és támogatója volt a megszorult költő Juhász Gyulának. Irodájában dolgozott Wigdorovits Arthur, kinek két épületén is észrevehető Szivessy dekorációs hatása.
Öccse, András, André Sive néven lett híres iparművész, belsőépítész, építész és várostervező Franciaországban, ahol együtt dolgozott 1924 és 1929 között a világhíres, szintén magyar Goldfinger Ernővel. Szivessy Tibor felesége, Szivessy Boriska (sz. Aczél Barbara) szintén szegedi születésű, Budapesten dolgozó festőnő volt. Képeivel a húszas években a Nemzeti Szalonban szerepelt. A Móra Ferenc Múzeum egy női aktot őriz tőle.

## Önálló és Jánszky Béla közreműködése nélküli művei

### Ismert épületei
- 1922. Baja, Oroszlán utca 2/B. – Rövid utca 3., Kőhegyi-szanatórium és lakóház
- 1923. Budapest, Lorántffy Zsuzsanna utca 20., Csetényi-villa
- 1923. Budapest, Széll Kálmán tér 18. – Ignotus utca 13., emeletátalakítás (eredeti: Fekete Elek, 1892)
- 1923. Szombathely, Welther Károly utca 1. – Széll Kálmán utca 35., Láng Ármin lakóháza
- 1924. Budapest, Rottenbiller utca 38., lakóház [átalakítva]
- 1932. Budapest, Széher út 34. Juhász Emil családi háza
- 1933. Budapest, Victor Hugo utca 5., lakóház (emeletráépítés: Sz. T., 1940)
- 1933–1934. Budapest, Fodor utca 4., Faragó Aladár villája
- 1933–1934. Budapest, Lotz Károly utca 16., Pesti Lipót lakóháza [átépítve]
- 1933–1934. Budapest, Piroska utca 3., Kempfner Jenő és neje lakóháza
- 1935. Budapest, Bocskai út 7., lakóház
- 1936. Budapest, Németvölgyi út 15., Semlér Elemérné villája
- 1936. Budapest, Mártonhegyi út 6., svábhegyi iskolaszanatórium
- 1936–1937. Szeged, Tisza Lajos körút 66., Tóth-szanatórium
- 1937. Budapest, Berényi utca 4/B., Szabó Miklós villája
- 1940–1941. Budapest, Lepke utca 23. Irsai Ernő lakóháza
- 1941. Budapest, Vármegye utca 15., lakóház (kerámia: Kovács Margit)
- 1941. Budapest, Városligeti fasor 8/B., társasház
- 1941–1942. Budapest, Kapás utca 46., bérház (Jálics Ernő szobrával)
- 1948. Székesfehérvár, Csitáry G. Emil utca, társasház (Tárnok Vilmossal és Vidos Zoltánnal, előtér kerámia: Kovács Margit)

### Tervek, emlékművek; elpusztult, azonosítatlan és bizonytalan épületek
- 1920. Szeged, Wesselényi utca 2–4. – Deák Ferenc utca 18. Belvárosi Mozi terve
- 1921. Szeged, Dugonics tér, Vigadó („Dugonics-Mozgó”) terve
- 1922. Szeged, Ilona utca, A Magyar-Olasz Bank Rt. Hűtőház- és Élelmiszerszállító rt. hűtőháza és baromfitelepe [elpusztult]
- 1922 k. Szombathely, Leszámítolási Bank épülete [helye és állapota ismeretlen]
- 1925. Budapest, Radnóti Miklós utca – Pannónia utca, állami bérházak pályaterve
- 1932. Kaposvár, Rákóczi tér, a 44-es somogyi gyalogezred emlékműve (Jálics Ernővel)
- 1933. Balatoni villa terve
- 1934. Szeged, Hősi emlékmű pályaterve
- 1935 k. filmszínház terve
- 1935 k. Budapest, Károly körút, bérház terve
- 1937 k. Budapest, budai villa [helye és állapota ismeretlen]

## Jánszky Bélával közösen alkotott műveik

### Ismert épületeik
- 1910–1911. Budapest, Üllői út 131. – Hungária körút, FTC klubház (a sportpálya Mattyók Aladár terve) [elpusztult]
- 1910–1911. Budapest, Dankó utca 22., Gomperz-ház
- 1910–1911. Kecskemét-Műkertváros, Művésztelep utca 2–8., villák és műteremház [átalakítva, a festőiskola épülete elpusztult]
- 1910–1911. Kecskemét, Széchenyi tér, római katolikus egyház bérháza [elpusztult, szobrok: Kisfaludi Strobl Zsigmond]
- 1910–1911. Kecskemét, Rákóczi út 3. – Klapka utca 1–3., Gazdasági Egyesület és Kaszinó
- 1911. Kecskemét, Rákóczi út 5. – Mátyási utca, bérház
- 1911. Kecskemét, Bethlen körút 65., Mátyás téri elemi iskola (díszítés: Falus Elek)
- 1911. Kolozsvár, KEAC stadion klubépülete [elpusztult]
- 1911 k. Szolnok, Szapáry út 28., Kádár cukrászda (díszítés: Falus Elek) [pusztulóban]
- 1911. Baja, Deák Ferenc utca 6., Róna-szanatórium
- 1911–1912. Budapest, Ág utca 3., Somló-villa
- 1912. Budapest, Hűvösvölgyi út 85., Márkus Emília színésznő villája
- 1912. Kecskemét, sporttelep (a sportpálya Matyók Aladár terve) [elpusztult]
- 1912. Szolnok, Szapáry út 31., Szolnoki Hitelbank épülete [elpusztult]
- 1912 k. Baja, Szent Antal utca 32., Szász János háza [elpusztult]
- 1912 k. Zombor [SRB], I. Péter király (Kral Petar I.) utca 15. Singer-ház
- 1912. Zombor [SRB], Laze Kostić - Venac Petra Bojovića sarok Weidinger-áru- és bérház
- 1912-13. Debrecen, DMKE Internátus [elpusztult]
- 1914. Cegléd, Széchenyi út 16. – Köztársaság utca, Alföldi Magyar Közművelődési Egyesület fiúnevelő intézete
- 1914–1915. Budapest, Nádor utca 11., Festetics-palota
- 1914. Budapest, Felvinci út 3. Scheer Simon családi háza
- 1926. Budapest, Kossuth Lajos utca 18., Fórum mozi kialakítása
- 1926–1927. Pestszentlőrinc, Üllői út 380–382. – Építő út 1., rendessytelepi elemi iskola és óvoda [átalakítva]
- 1926–1927. Budapest, Bástya utca 20., Weiner-ház
- 1926–1927. Pestszentlőrinc, Kossuth Lajos tér 2., polgári fiú- és leányiskola (ma Sztehlo Gábor evangélikus gimnázium)
- 1927 k. Baja, Szabadság utca 28., Geiringer János gyógyszertára és lakóháza
- 1927. Budapest, Városligeti fasor 3., Szentpál Olga mozdulatművészeti iskola, (belső dekoráció: Molnár Farkas) [elpusztult]
- 1927–1929. Pesterzsébet, Török Flóris utca 89. – Emlékezés tere, Kossuth Lajos középiskola
- 1928 k. Baja, Köztársaság tér 5., vármegyei bérházak
- 1928. Budapest, Radnóti Miklós utca 21/B. – Pannónia utca 23., Heisler Ignác Szállítmányozási Rt. lakóháza
- 1928. Szolnok, Táncsics Mihály utca 3., lakóház
- 1928. Budapest, Logodi utca 53–55., Bérczi Gyula bérháza [elpusztult]
- 1928–1929. Budapest, Szemlőhegy utca 23/B. – Vérhalom utca, Németh Ferenc bérvillája
- 1928–1929. Edelény, adóhivatal
- 1928–1929. Pesterzsébet, Török Flóris utca 84., Pesterzsébeti Református Egyház bérháza
- 1929–1930. Szentgotthárd, Hunyadi utca 31., Óragyár átalakítása Iskolaszanatóriummá [átalakítva]
- 1929. Budapest, Pestszentlőrinc, Piac tér, Pestszentlőrinci Községi Piaci árusító-csarnok [2000 után elbontották]
- 1929. Debrecen, Vásáry István utca 7., Balogh Gábor bérháza [átalakítva]
- 1929–1930. Budapest, Rákóczi út 21., Uránia mozi belső átalakítása (az épületet tervezte: Schmahl Henrik, 1895)
- 1931. Budapest, Muskotály utca 33. – Nedecvár utca 6., Dubai-villa [elpusztult]
- 1931-1932. Budapest, Virág árok utca 3., Udvaros-Ungár-villa
- 1932. Budapest, Toldy Ferenc utca 68., bérház
- 1932. Budapest, Vérhalom utca 31/E., Braumann-villa

### Tervek, pályázati tervek, emlékművek; azonosítatlan és bizonytalan épületek
- 1911. Kerekegyház, rk templom és paplak pályaterve (2. díj)
- 1911 k. Kecskemét, Dragoni-villa, Teleki László utca 1/A. [szerzőségük bizonytalan]
- 1911. Szeged, Feketesas utca 25. – Tisza Lajos körút 50., Gazdasági és Iparbank székházának pályaterve (2. díj)
- 1911. Mindszent, Takarékpénztár Intézeti házának pályaterve (megvétel)
- 1911. Budapest, MTK sporttelep pályaterve (Pobuda Tivadarral) (2. díj)
- 1912. Komárom, Munkásbiztosító pénztár
- 1912. Kecskemét, Siketnéma intézet
- 1912. Kassa [SK], Felsőmagyarországi Rákóczi Múzeum pályaterve (díjazott terv)
- 1912. Törökszentmiklós, Takarékpénztár [helye és állapota ismeretlen]
- 1913. Baja, Kazinczy Ferenc tér és Haynald utca sarok (ma Szent Imre tér és Táncsics Mihály utca) plébánia
- 1913. Törökkanizsa [SRB], zsinagóga [elpusztult]
- 1914. Mezőtúr, városháza pályaterve (megvétel)
- 1914. Szentes, Kossuth Lajos utca - Zrinyi utca - Vecseri utca, Alföldi Magyar Közművelődési Egyesület fiúnevelő intézete
- 1914. Kecskemét, zárda terve
- 1914. Kecskemét, Kada Elek polgármester síremléke
- 1926. Pestszentlőrinc, polgári iskola pályaterve (2. díj)
- 1926. Rákospalota, Kozák tér 13–16., polgári iskola pályaterve (2. díj)
- 1927. Kecskemét, Iparoskollégium
- 1927. Budapest, Keleti Károly utca 9–15. – Kitaibel Pál utca – Bimbó utca 2., Gróf Majláth-féle szállodabérház és ikerbérházak pályaterve
- 1927. Nyíregyháza, Honvéd utca, Alföldi Magyar Közművelődési Egyesület fiúnevelő intézete
- 1927–1928. Budapest, Corvin köz 6–8. – Kisfaludy utca 29., lakóépületek terve
- 1928. Pestszentlőrinc, református templom terve
- 1928. Pesterzsébet, Klapka tér, református templom terve
- 1929. Kecskemét, római katolikus templom terve
- 1929. református templom terve
- 1929. vidéki városháza terve
- Budapest, Naphegy, „számos családiház és villa” [helyük és állapotuk ismeretlen]
- Baja, Szabadság út, Rosenfeld Albert áruháza [pontos helye bizonytalan]
- Szolnok, Baross Gábor út 22. – Mária út, bérház [szerzőségük bizonytalan]
- 1936. Budapest-Pesterzsébet, Pestszenterzsébeti Városi Tüdőbeteggondozó Intézet (elpusztult, fénykép, tervrajz a Pesterzsébeti Múzeum gyűjteményében)